# C'est le cœur qui meurt en dernier
Pour plus de détails, voir Fiche technique et Distribution.
C'est le cœur qui meurt en dernier est un film dramatique québécois réalisé par Alexis Durand-Brault, sorti en 2017. Le film est une adaptation du récit autobiographique éponyme de Robert Lalonde.

## Synopsis
À 47 ans, Julien Lapierre, est un éternel adolescent.  Après le succès remporté par son roman autobiographique intitulé « C'est le cœur qui meurt en dernier », il cherche à renouer les liens rompus avec sa mère de 82 ans, maintenant internée dans une résidence pour personnes âgées. Cette dernière, qui ne sait rien des secrets de famille révélés par le roman de son fils, lui demande de l'aider à mettre fin à une vie qui lui est devenue intolérable.

## Fiche technique
Sources : IMDb et Films du Québec
- Titre original : C'est le cœur qui meurt en dernier
- Réalisation : Alexis Durand-Brault
- Scénario : Gabriel Sabourin, d'après le roman éponyme de Robert Lalonde
- Musique : Cœur de pirate (Béatrice Martin)
- Direction artistique : André Guimond
- Costumes : Odette Gadoury
- Maquillage : Johanne Gravel
- Coiffure : Johanne Paiement
- Photographie : Jérôme Sabourin (en)
- Son : Claude La Haye (en), Christian Rivest, Stéphane Bergeron
- Montage : Louis-Philippe Rathé
- Production : Richard Lalonde
- Société de production : Forum Films
- Sociétés de distribution : Les Films Christal,  Les Films Séville
- Budget : 4,9 millions $ CA
- Pays de production :  Canada
- Tournage : 32 jours, du 19 février au 8 avril 2016 à Ottawa et dans la région de Montréal
- Langue originale : français
- Format : couleur — 1,85:1
- Genre : drame
- Durée : 103 minutes
- Dates de sortie :
  - Canada : 
    - 11 avril 2017 (première au cinéma Impérial à Montréal)
    - 14 avril 2017 (sortie en salle au Québec)
    - 26 septembre 2017 (DVD)

  - France : 23 août 2017 (Festival du film francophone d'Angoulême)
- Classification :
  - Québec : Visa général[2]

## Distribution
- Denise Filiatrault : madame Lapierre à 82 ans
- Gabriel Sabourin : Julien Lapierre
- Sophie Lorain : madame Lapierre à 48 ans
- Paul Doucet : Henri
- Geneviève Rioux : Marie-Ève
- Céline Bonnier : Catherine
- Isabelle Blais : Martine
- Robert Lalonde : le barman
- Monique Mercure : tante Pierrette
- Isabelle Vincent : tante Pierrette, jeune
- Nathalie Cavezzali : infirmière sur le plancher
- Arlette Sanders : Mme Thibault
- Guy Sprung (en) : gouverneur général du Canada
- Sharon Ibgui : infirmière de jour
- Josée Beaulieu : dame du nettoyeur
- Christopher Martineau Séguin : Julien jeune
- Rachel Graton : attachée de presse
- Belkacem Lahbairi : patron usine chromo
- Blaise Tardif : Raymond Lapierre
- Stéphan Allard : gars du nettoyeur
- Lise Roy : secrétaire
- Natalie Tannous : infirmière à la réception
- Karelle Tremblay : Marie-Ève jeune

## Distinctions

### Nominations
- 20e gala Québec Cinéma : 
  - Prix Iris de la meilleure interprétation dans un premier rôle féminin pour Denise Filiatrault
  - Prix Iris du meilleur scénario pour Gabriel Sabourin